# Classe Reine

La classe Reine  est une série de deux patrouilleurs construite  par le chantier naval polonais Stocznia Remontowa Gryfia à Szczecin pour la Garde nationale norvégienne servant au sein de la Marine royale norvégienne. C'est une version modifiée de la classe Normen qui a la capacité de transporter à bord des navires de patrouille et des conteneurs plus petits. Elle est également utilisée comme plate-forme pour la formation de la Garde nationale.

## Historique
La classe Reine se compose de deux navires de la conception ST-610 L de Skipsteknisk AS, construits au chantier naval Gryfia à Szczecin , en Pologne. Les navires ont été commandés en 2007 et livrés en 2010 et 2011. La classe a constitué une nouvelle capacité pour la Garde nationale, dès 2013, et les premiers plus grands navires modernes construits à cet effet dans la flotte. Ils augmentent considérablement la capacité des petits patrouilleurs des classes Hårek et Gyda.

## Unités
Les navires de la classe Reine sont nommés d'après les rois norvégiens. 
| Nom                                                   | N° coque | Photo | Mis en service | Origine du nom  |
| ----------------------------------------------------- | -------- | ----- | -------------- | --------------- |
| SHV Olav Tryggvason (P380) puis HNoMS Olav Tryggvason | A356     |       | Décembre 2010  | Olaf Tryggvason |
| SHV Magnus Lagabøte (P381) puis HNoMS Magnus Lagabøte | A357     |       | Janvier 2011   | Magnus VI       |